# Lauben
Lauben é um município da Alemanha, situado no distrito de Oberallgäu, no estado da Baviera. Tem 8,41 km² de área, e sua população em 2019 foi estimada em 3.439 habitantes.